# Avesnes-Chaussoy
Avesnes-Chaussoy település Franciaországban, Somme megyében. Lakosainak száma 66 fő (2022. január 1.). Avesnes-Chaussoy Dromesnil, Belloy-Saint-Léonard, Épaumesnil, Étréjust, Fresneville, Saint-Maulvis és Villers-Campsart községekkel határos.

## Népesség
A település népességének változása:
| Lakosok száma | 66   | 65   | 64   | 63   | 63   | 64   | 65   | 66   |
|               | 2013 | 2015 | 2017 | 2018 | 2019 | 2020 | 2021 | 2022 |